# مقاطعة بندر غز
مقاطعة بندر غز (بالفارسية: شهرستان گز) هي مقاطعة تقع في إيران في غلستان. يقدر عدد سكانها بـ 46,179 نسمة .

## أعلام
- منوشهر متكي